# Rocznik Kaliski
«Rocznik Kaliski» («Калишский ежегодник») — научный журнал, междисциплинарный ежегодник, освещающий историю, археологию, культуру (а также, в меньшей степени, этнографию и природу) Калишского региона.
Журнал был основан в Калише в марте 1968 года по инициативе известных польских историков: А. Гейштора, Г. Лябуды, В. Русиньского, археолога Кшиштофа Домбровского (позже директор Государственного археологического музея в Варшаве) и других учёных, связанных с городом и его регионом. Первым главным редактором журнала был Владислав Русиньский. В период 1968—1999 ежегодник выходил как печатный орган Регионального музея в Калише, Калишского общества друзей науки и Польского исторического общества. В настоящее время (с 2001 года), издателем журнала является только Польское историческое общество — Филиал в Калише.